# Svenska artprojektet
Svenska artprojektet drivs av SLU Artdatabanken vid Sveriges lantbruksuniversitet (SLU) på uppdrag av Sveriges regering. Projektet, som startade 2002, har som uppgift att kartlägga alla Sveriges flercelliga djur, svampar och växter genom 1) inventeringar 2) taxonomisk forskning om dåligt kända organismgrupper och 3) produktion av digital och tryckt  information. I satsningen ingår också ett omfattande stöd till de svenska biologiska museerna. 

## Svenska artprojektets delar
Svenska artprojektets vetenskapliga del består av ekonomiskt stöd till inventeringar och grundläggande taxonomiska utredningar av dåligt kända organismgrupper. Inom projektets ramar finns även digital publicering av fakta, bestämningsnycklar och den taxonomiska databasen Dyntaxa, samt en serie bestämningshandböcker på svenska, Nationalnyckeln till Sveriges flora och fauna. I Svenska artprojektet ingår också museistödet, som används för att omhänderta material från pågående forskning och inventeringar, för att göra samlingarna tillgängliga i offentliga databaser, samt för att stärka de biologiska museernas taxonomiska kompetens vad gäller dåligt kända organismgrupper. Hela projektet inbegriper ett omfattande samarbete med alla Sveriges institutioner och museer som har biologiska samlingar och där taxonomisk forskning bedrivs.

### Inventeringar
Svenska artprojektet har stöttat många inventeringsprojekt med syfte att kartlägga den svenska biologiska mångfalden. Exempelvis genomfördes 2006 till 2009 en inventering av arterna i den marina miljön längs Sveriges västkust. Huvudsyftet var att ge underlag för den marina delen av Svenska artprojektets taxonomiska forskning och för de marina volymerna av Nationalnyckeln till Sveriges flora och fauna, men inventeringen var även en viktig del i arbetet med att dokumentera och bevara den marina biologiska mångfalden. Det insamlade materialet har tagits om hand av Göteborgs naturhistoriska museum, och fynduppgifterna har gjorts tillgängliga via Artportalen.
Ett annat exempel är Svenska malaisefälleprojektet, som är en unik, nationell inventering av insekter som drivs av Naturhistoriska riksmuseet med finansiellt stöd av Svenska artprojektet. Syftet är att förse svenska museer med ett representativt och högkvalitativt material av svenska insekter som underlag för taxonomisk och ekologisk forskning. Inom dåligt kända insektsgrupper är bristen på tillgängligt material ofta ett stort problem för forskare. Under perioden 2003 till 2006 placerades 75 malaisefällor ut på 54 lokaler från skånska sydkusten till Nuoljas kalfjäll i Abisko. Nära tvåtusen fällprover innehållande uppskattningsvis 80 miljoner insekter, främst steklar och tvåvingar, samlades in. Dessa utgör nu världens största insektssamling. Det praktiska arbetet med att grovsortera detta material sker på Station Linné i Ölands Skogsby. Det omfattande arbetet med att sortera och artbestämma materialet, som sker i samarbete med forskare i många länder, kommer att ta åtskilliga år. Allt färdigbearbetat material bevaras vid Naturhistoriska riksmuseet.

### Taxonomisk forskning
För stora grupper av organismer saknas pålitlig information som gör det möjligt för forskare och andra personer att skilja mellan olika arter. Dessutom är kunskapen om arternas evolutionära släktskapsförhållandena (fylogenin) bristfälliga. Vetenskapliga utredningar kring deras taxonomi, systematik (artavgränsningar, nomenklatur, klassificering och utvecklingshistoria) och artbestämning behövs som grund för efterföljande studier av exempelvis arternas ekologi, beteenden, fysiologi, innehåll av för människan användbara substanser och ekosystemtjänster.
Svenska artprojektet har stöttat ett stort antal projekt, som utförts av inhemska och utländska forskare, inklusive doktorander. 

### Artinformation
Den information om arter som tas fram inom ramen för Svenska artprojektet görs tillgänglig digitalt i Artfakta och genom bokverket Nationalnyckeln till Sveriges flora och fauna. Både Artfakta och Nationalnyckeln har fokus på kännetecken, levnadssätt och utbredning. Alla kända svenska arter, liksom nya arter som hittas i samband med inventeringar och taxonomisk forskning, presenteras även i den taxonomiska databasen Dyntaxa. Här finns information om namn, släktskap och artdefinitioner. För alla arter i databasen anges de vetenskapliga namnen, i många fall både rekommenderade och så kallade synonyma namn, men här finns också många namn på både svenska och andra språk. För att fastställa svenska namn arbetar Kommittén för svenska djurnamn på uppdrag av Svenska artprojektet.

### Resultat
Den forskning och de inventeringar som Svenska artprojektet stöttat har lett till en kraftig ökning av kunskapen om Sveriges biologiska mångfald. Exempelvis har till och med 2016 cirka 3000 nya arter för Sverige hittats, varav uppskattningsvis 1000 arter som tidigare var helt okända för vetenskapen. Resultaten har publicerats i flera hundra vetenskapliga och populärvetenskapliga artiklar. Sannolikt återstår många nya arter att upptäcka, och arbetet pågår med att formellt beskriva alla tidigare okända arter som upptäckts inom Svenska artprojektet.